# Шарбакбаева, Кулай
Кулай Шарбакбаева, другие варианты имени — Куляй, Куляим (каз. Күлай Шарбақбаева, 1911 год, Туркестанский край, Российская империя — 1986 год, СССР) — колхозница, Герой Социалистического Труда (1958). Депутат Верховного Совета СССР 5 созыва. Заслуженный мастер животноводства Казахской ССР.

## Биография
Родилась в 1911 году. С 1933 года по 1943 год работала в колхозе «X лет Казахстана». С 1943 года по 1952 год работала на мельничном заводе в Павлодаре. С 1952 года по 1967 год была овцеводом в колхозе № 23 Лебяжинского района Павлодарской области. В 1955 году стала старшим чабаном.
В 1955 году бригада Кулай Шарбакбаевой получила в среднем с каждой овцы по 6 килограммов шерсти. В 1956 году было собрано по 6,4 килограммов шерсти. В 1957 году с каждой овцы было получено в среднем по 6,85 килограммов. За этот доблестный труд Кулай Шарбакбаева была удостоена в 1958 году звания Героя Социалистического Труда.
В марте 1958 года была избрана депутатом Верховного Совета СССР 5 созыва. В сентябре 1958 года была удостоена звания Заслуженный мастер животноводства Казахской ССР.

## Награды
- Герой Социалистического Труда — Указом Президиума Верховного Совета от 29 марта 1958 года.
- Орден Ленина (1948);

## Источник
- ҚазССР. Қысқаша энциклопедия, том 2. — Алматы, 1987.